# Це дивне місячне світло
«Це дивне місячне світло» («Dīvainā mēnessgaisma») — радянський художній фільм 1987 року, знятий режисером Гунарсом Цилінскісом на Ризькій кіностудії.

## Сюжет
За мотивами п'єс Л. Стумбре. На латиському хуторі грають весілля. Йохан не бере участі в загальних веселощах. Колись він покинув ці місця, пообіцявши красуні Ерті повернутися. Ерта чекала на Йоханна і виховувала Яніса, про якого він нічого не знав, — а тепер гуляє на весіллі сина, разом з усіма веселиться і стежить за тим, кого тепер ненавидить — боїться, що той зіпсує веселощі. Але Йохан приїхав саме до Яніса, він повинен сказати йому, що на нього чекає інша жінка, яка народила від нього дитину.

## У ролях
- Ілга Томасе — Ерта (дубляж Лариса Даниліна)
- Ріхардс Зіхманіс — Яніс (дубляж Василь Маслаков)
- Карліс Зушманіс — Йохан (дубляж Тимофій Співак)
- Валдемарс Зандбергс — Єкаб (дубляж Данило Нетребін)
- Даце Бонате — Інга (дубляж Маргарита Володіна)
- Улдіс Думпіс — Кріш (дубляж Валерій Рижаков)
- Інга Айзбалте — Даце (дубляж Любов Германова)
- Астріда Кайріша — Надіна (дубляж Ірина Губанова)
- Дзінтра Клітнієце — Леонтіна (дубляж Зоя Василькова)
- Інесса Сауліте — епізод
- Іварс Браковскіс — епізод
- Яніс Куплайс — епізод

## Знімальна група
- Режисер — Гунарс Цилінскіс
- Сценарист — Гунарс Цилінскіс
- Оператор — Мікс Звірбуліс
- Композитор — Улдіс Стабулніекс
- Художник — Віктор Шільдкнехт